# Mikrofon-Windschutz

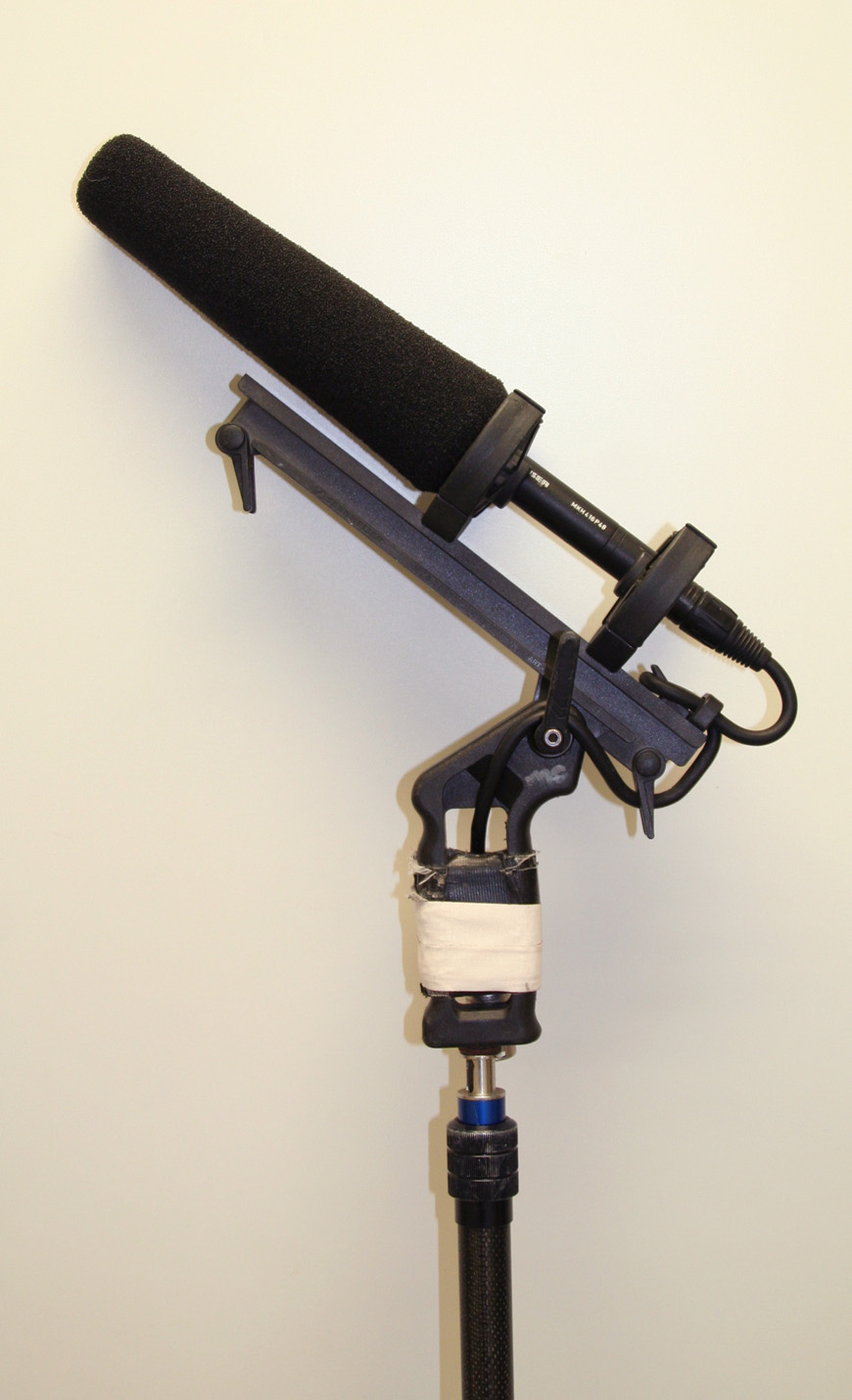
Mikrofonangel mit Schaumstoff-Windschutz

Ein Mikrofon-Windschutz dient zur Vermeidung von Störgeräuschen in Mikrofonen. Er besteht meistens aus einem Überzug aus offenporigem Schaumstoff und wirkt gegen tieffrequente Schallanteile und verwirbelnde Luftbewegungen (Wind) sowie die Plosivlaute der menschlichen Aussprache. Er wird mitunter zusätzlich zu einer im Mikrofonkorb schon vorhandenen Schaumstoffeinlage eingesetzt.
Ein Popschutz (von englisch ,pop‘: ,Knall‘) besteht dagegen aus einer Membran, die vor dem Mikrofon angebracht wird. Es ist sowohl die Schreibweise Popschutz als auch Ploppschutz und Poppschutz gängig (englisch: pop filter). Zudem hat sich das Synonym „Popkiller“ etabliert.

## Funktion
Die verwirbelten Luftbewegungen sind relativ zur Mikrofonposition zu betrachten: Nicht nur Wind im Freien oder Atemluftstöße erzeugen verwirbelte Luft, sondern auch das in ruhender Luft bewegte Mikrofon. Daher werden auch bei Innenaufnahmen Windschutzeinrichtungen eingesetzt, wenn das Mikrofon (z. B. an einer Tonangel) schnell geschwenkt und bewegt wird.
Varianten sind der Fell-Windschutz und der Popschutz. Alle Richtmikrofone sind wegen des Druckgradientenanteils stark windempfindlich. Deutlich weniger empfindlich gegen Luftbewegungen sind Druckempfänger, also Mikrofone mit Kugelcharakteristik.
Dynamische Mikrofone, die meist in Nierencharakteristik ausgeführt sind, haben daher sehr oft einen innenliegenden Schaumstoff. Aber auch einige Kondensatormikrofone besitzen bereits einen integrierten Popschutz. Dieser hat in der Regel keinen Einfluss auf den Klang und wirkt sich auch nicht auf die Richtcharakteristik aus.

## Ausführungen

### Schaumstoff-Windschutz
Der oft als Kugel oder Ellipsoid ausgebildete Windschutz, der auf das jeweilige Mikrofon aufgesteckt wird, soll bei Außenaufnahmen verhindern, dass Windgeräusche die Aufnahme stören. Bei Mikrofonaufnahmen kann bereits ein leichter Windzug zu starken Störgeräuschen (Signalverzerrung) und Gleichspannungsanteilen (Offsetspannungen) im Signal führen. Ein Mikrofon-Windschutz erlaubt je nach Bauart eine Windgeräuschdämpfung der tiefen Frequenzen von 30 bis zu 60 dB. Unterstützend sollte bei Außenaufnahmen ein Trittschallfilter (low cut filter oder auch Hochpassfilter) geschaltet werden.
Bei Anwendung im Umfeld von TV-Sendern wird ein Schaumstoff-Windschutz oft auch als Möglichkeit für Markenführung bzw. Logokennzeichnungen genutzt.
Bei der Nahbesprechung von Mikrofonen dient er als Schutz vor störenden Pop-Lauten. Daher wird er in Verbindung mit Reportage-Handmikrofonen auch Popschutz, Plopschutz oder Popkiller genannt. Druckgradientenmikrofone reagieren bei Nahbesprechung sehr empfindlich auf tieffrequente Druckwellen, wie sie in Mundnähe entstehen bei der Aussprache von:
- vorderen Plosivlauten ([p], [t] usw.)
- Reibelauten ([f], [s], [ʃ], [x] usw.)
- Affrikaten ([pf], [tʃ] usw.).

Nachteil, vor allem eines Schaumstoff-Windschutzes, ist eine gewisse Bedämpfung auch besonders hoher Frequenzen.

### Korb- und Fell-Windschutz

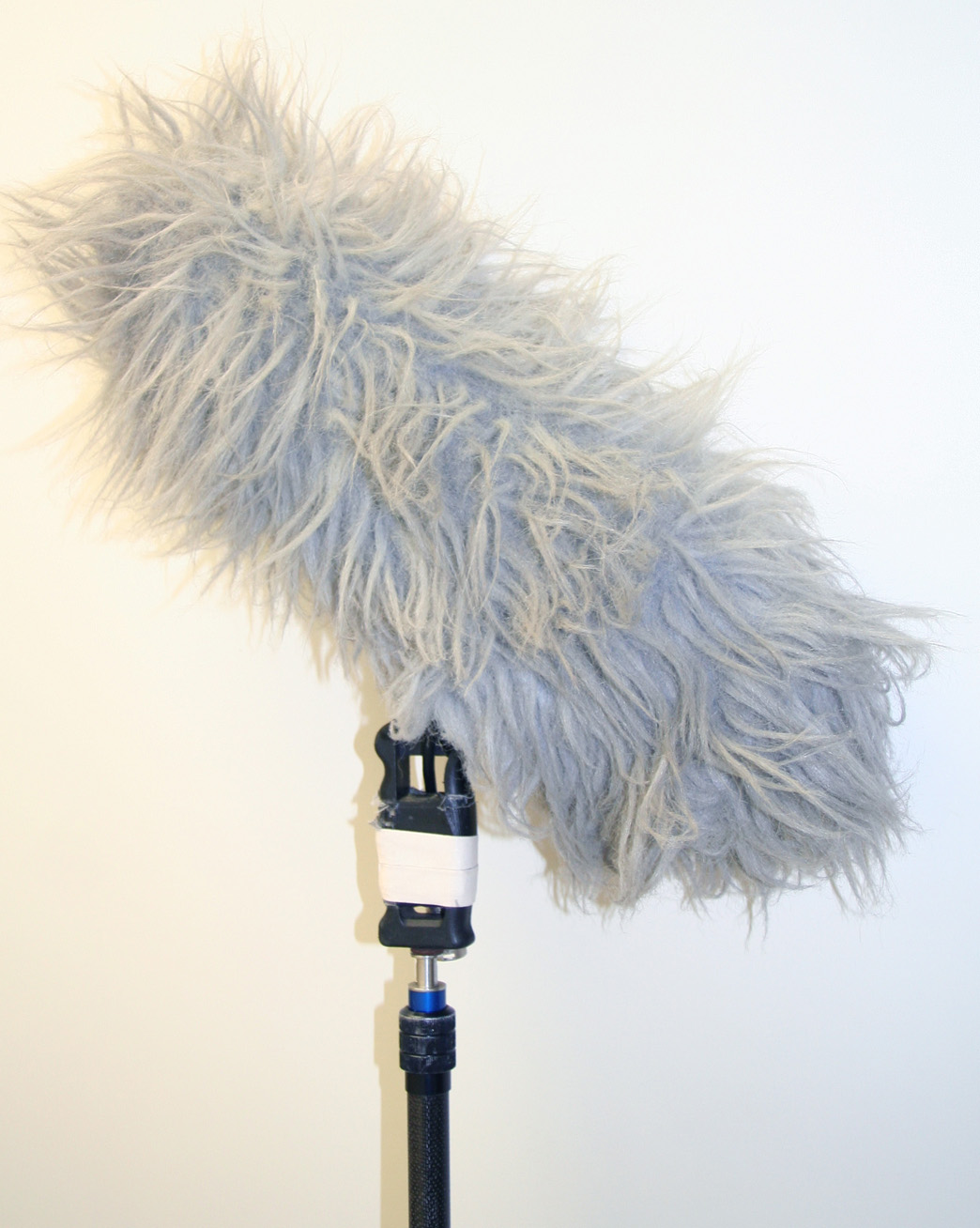
Mikrofonangel mit Fell-Windschutz

Eine Variante des Windschutzes ist ein zusätzlicher Korb, der das Mikrofon komplett umschließt und mit Gazestoff bespannt ist. Dieser hat nur eine geringe Höhenbedämpfung, hält aber Wind zuverlässig ab.
Generell gilt, dass ein großes freies Volumen, begrenzt durch einen Gaze-Korb, eine größere Dämpfung der Windgeräusche bewirkt als ein kleineres. Bei sehr starken Luftbewegungen kann über diesen Korb noch zusätzlich ein Kunststoff-Fellüberzug gezogen werden. Im Jargon wird dieser als Windjammer, Fell, Hund, Pudel, Puschel oder Katze bzw. Deadcat bezeichnet. Er verhindert zusätzlich Windgeräusche, indem die Haare Luftturbulenzen um den Korb herum bedämpfen. Windschutze mit Fellbesatz sind auch für Ansteck- oder Handmikrofone gängig und eignen sich vor allem für extreme Windverhältnisse.
Die Wirkungsweise des Windschutzes beruht auf der Ablenkung und Brechen des Windes, damit dieser nicht bis zur Mikrofonkapsel durchdringen kann.
Das geforderte große Volumen um das Mikrofon kann durch einen Mikrofonkorb, durch großvolumige Schaumstoffkörper oder andere großvolumige Konstruktionen erreicht werden. In der Regel erhöht sich die Schutzwirkung durch einen Überzug aus Kunstfaserfell.
Rezipiert wird das Puschel-Mikrofon durch Emmanuel Peterfalvi, der als „Alfons“ auftritt.

### Popschutz, Ploppschutz

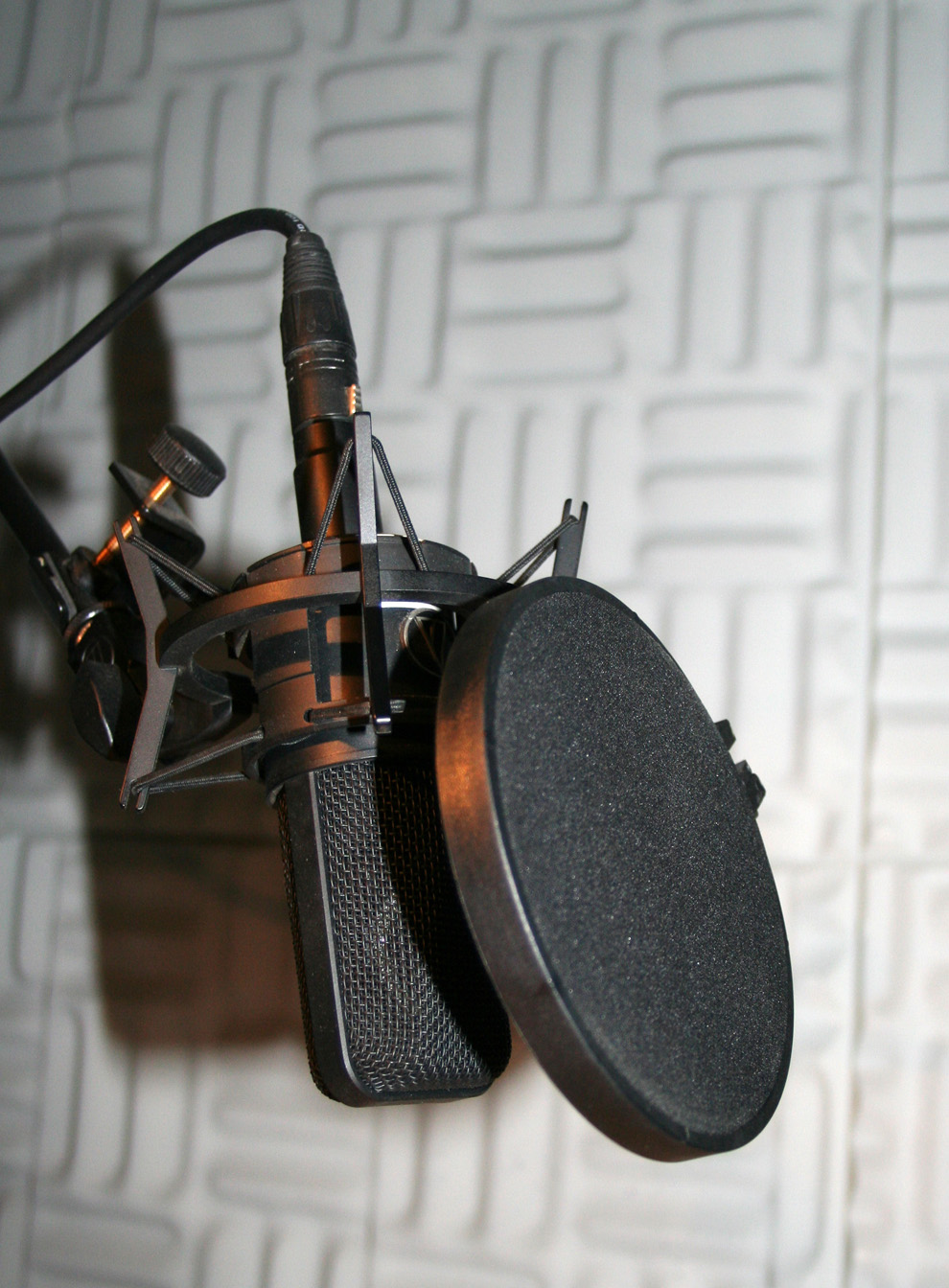
Mikrofon mit Popschutz

Plopp-Schutz Durchsicht

In Tonstudios werden meistens reine Popschutz-Varianten genutzt. Das Mikrofon wird hier nicht umschlossen, sondern eine flache Membran (ähnlich einem Nylonstrumpf) vor dem Mikrofon installiert, welche die Luftwirbel filtert. Ein solcher Popschutz besteht oft aus einem ringförmigen Rahmen, der mit einem Gewebe einfach oder doppelt bespannt ist oder aus Metall besteht. Der Popschutz wird üblicherweise mit einem Schwanenhals am Mikrofonständer befestigt und etwa 5 bis 20 cm vor dem Mikrofon platziert.
Als positiver Nebeneffekt schützen sie die Studiomikrofone vor Speicheltröpfchen und definieren zudem einen minimalen Abstand des Sprechers oder Sängers zum Mikrofon. Dadurch können eine Übersteuerung und auch der  Nahbesprechungseffekt verhindert werden. Richtig verwendete Popschutz-Modelle haben kaum einen messbaren Einfluss auf die Tonqualität.
Eher die Ausnahme sind Modelle mit einem Metall-Schirm. Durch diesen soll der Windzug verwirbelt werden, sodass er nicht auf das Mikrofon trifft. Diese Form war in den Anfangstagen der Mikrofontechnik sehr verbreitet.

## Aufdruck und Abdeckung

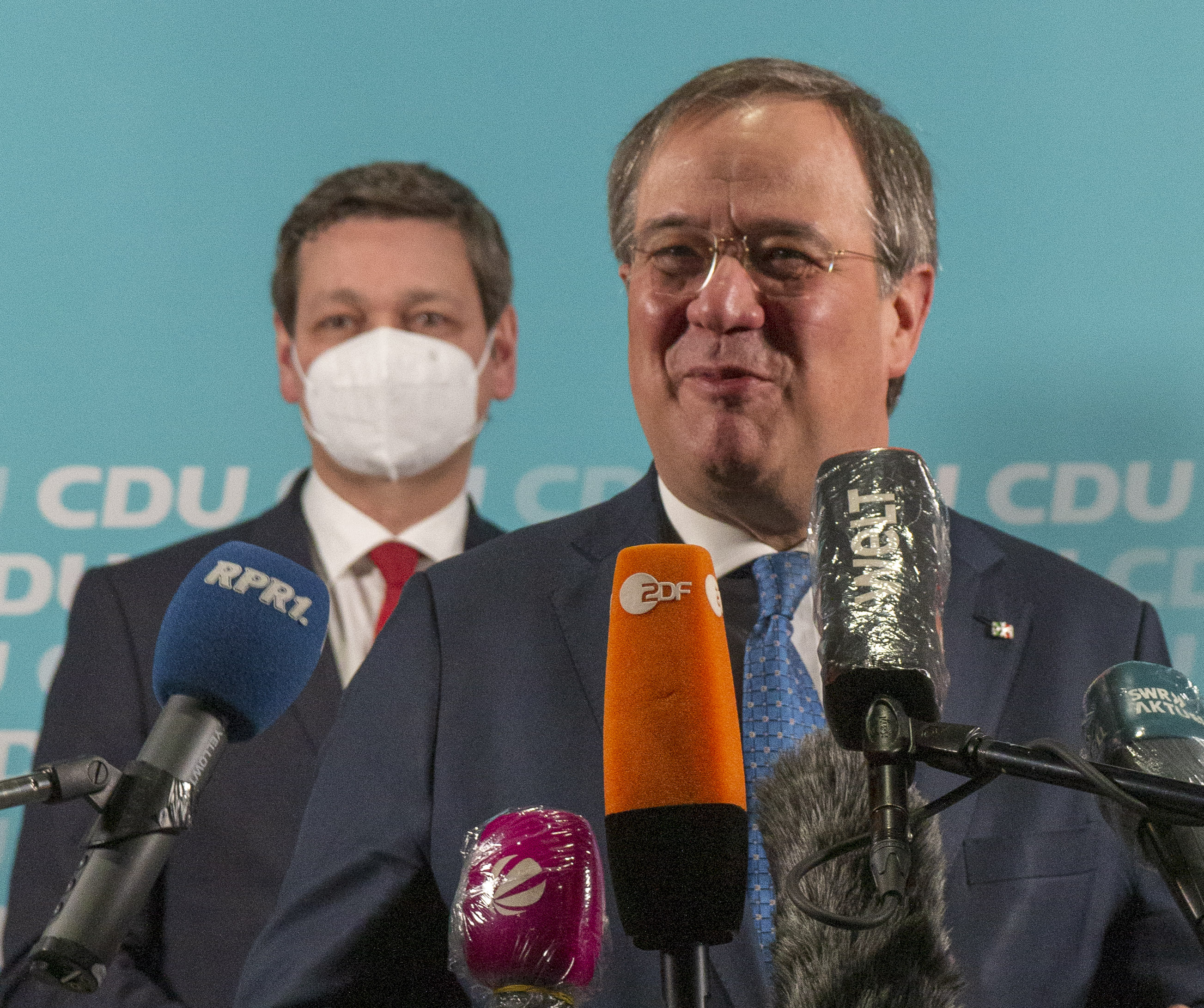
Armin Laschet vor Mikrofonen mit Windschutz verschiedener Sender, teilweise mit Hygiene-Schutzfolie (2021)

Rundfunk-Sendeanstalten lassen oft farblich auffällige Windschutz-Formen produzieren und mit dem jeweiligen Senderlogo versehen, damit bei Fernsehübertragungen die eigene Marke auffällig präsentiert wird. Bei extravaganten Formen leidet vor allem die akustische Qualität des Systems Windschutz und Mikrofon.
Seit der COVID-19-Pandemie wird aus hygienischen Gründen häufig eine Schutzfolie aus Plastik über den Windschutz gesteckt. Dabei wird häufig die Tonqualität vermindert und das Mikrofon bei unsachgemäßer Verwendung wieder windempfindlich.